# Митрополит црногорско-приморски Јоаникије I
Свети свештеномученик Јоаникије I Липовац (Столив, 16. фебруар 1890 — Аранђеловац, 18. јун 1945) био је митрополит црногорско-приморски од 1940. до 1945. године. Проглашен је за свештеномученика Српске православне цркве.

## Биографија
Рођен је 16. фебруара 1890. године у Столиву у Боки которској од родитеља Шпира Липовца и Марије Дамјановић. Његови преци су се почетком 18. вијека доселили у Боку из Цуца.
Основну школу завршио је у Прчњу, класичну гимназију са матуром у Котору, Православни богословски завод у Задру и Филозофски факултет у Београду. У Београду је положио и професорски испит из богословских предмета.
Рукоположен је у чин ђакона и чин презвитера дана 8. и 10. новембра 1912. године од епископа бококоторског и дубровачког Владимира Боберића. Од 1912. до 1918. године био је протски капелан у Котору, а потом парох у Ластви. Од фебруара 1916. до новембра 1918. служио је као резервни војни свештеник.
Од 1919. до 1925. године био је суплент гимназије на Цетињу, нижој женској школи, женској учитељској школи и Цетињској богословији. Био је и хонорарни професор Цетињске богословије. Од 1925. до 1940. године био је професор Прве мушке гимназије у Београду. Као удов протојереј изабран је за викарног епископа будимљанског дана 8. децембра 1939. године. Замонашен је у манастиру Раковици од митрополита скопског Јосифа 1. фебруара 1940. и произведен у чин игумана. Хиротонисан је за епископа у београдској Саборној цркви дана 11. фебруара 1940. године од патријарха српског Гаврила, митрополита скопског Јосифа и епископа зворничко-тузланског Нектарија. Исте године 10. децембра на ванредном засједању Светог архијерејског сабора, изабран је за митрополита црногорско-приморског. Патријарх Гаврило га је одликовао црвеним појасом.

### Други свјетски рат
Митрополит Јоаникије је управљао Црногорско-приморском епархијом за вријеме Другог свјетског рата. Историјске прилике на простору Митрополије биле су веома сложене гдје су се са једне стране нашли окупатор који су СПЦ сматрали за антиосовински фактор, режим Секуле Дрљевића који је Митрополију доживљавао као просрпски елемент, партизана који су, у зависности од периода, били у мањем или већем сукобу са Митрополијом.
Сарађивао је са италијанским и њемачким окупатором и подржавао четнике.
Митрополит Јоаникије је најзаслужнији што је Богословија Светог Петра Цетињског једина радила од свих пет богословија у Српској патријаршији. Покушао је да избјегне из Југославије заједно са седамдесет својих свештеника, али није успио. Свештеници су стријељани у Зиданом Мосту, а митрополит Јоаникије је пребачен у Аранђеловац, гдје је мучен и убијен 18. јуна 1945. године. Гроб му је до данас остао непознат. Његови посмртни остаци нису пронађени. Три дана пред погубљење, 15. јуна 1945. године, рекао је мајору ОЗНЕ Радојици Раки Ивановићу да зна да одатле неће жив изаћи и видјети своје најближе и Црну Гору, Српску Спарту, зрно слободе. Рекао му је да је био бранилац српског народа, да је штитио људе од зла и да су за њега заповијести Божије закон, као и да мирно предаје душу Богу јер никога није издао, руке окаљао, а Бог му је свједок колико је људи спасио. Дао је мајору један прстен, који је он требао предати његовој родбини у Црној Гори.
Посљедње богослужење које је обавио, било је у новосаграђеној цркви Преображења Господњег у Разбоју Љевчанском.
Објављивао је бесједе, расписе и посланице.